# Teresa Lewis
Teresa Wilson Bean Lewis (Danville, 26 aprile 1969 – Jarratt, 23 settembre 2010) è stata una criminale statunitense.
La Lewis divenne la prima donna ad essere giustiziata con l'iniezione letale nello stato della Virginia, considerata mandante dell'omicidio del marito e del figliastro. Il caso attirò il dibattito sulla pena capitale a motivo del sesso della Lewis e delle perplessità sulla sua capacità d'intendere e volere. In Virginia l'ultima esecuzione di una donna risale al 1912. La Lewis, secondo numerosi pareri, era ritardata mentale e sofferente di disturbo dipendente di personalità, con un quoziente d'intelligenza di circa 70, inferiore al minimo livello normale (80 punti); i suoi complici, condannati all'ergastolo come esecutori materiali, hanno ammesso di averla plagiata e convinta al delitto, approfittando della debolezza mentale della donna, per ottenere loro stessi i soldi dell'assicurazione sulla vita delle vittime, di cui la Lewis era beneficiaria.

## Contesto
Teresa Wilson crebbe in povertà a Danville in Virginia; entrambi i suoi genitori lavoravano in un opificio tessile. Teresa, durante la sua giovinezza, fece parte del coro della chiesa della sua città. Abbandonò la scuola e la casa all'età di 16 anni per sposare un uomo incontrato appunto in chiesa; la coppia ebbe una figlia, Christie Lynn Bean, Sua suocera, Marie Bean, la descrisse come "ingiusta".
Teresa Wilson Bean, nella primavera del 2000, trovò lavoro nell'opificio tessile di Dan River, dove incontrò il supervisore Julian Clifton Lewis, rimasto da poco vedovo con tre figli a carico: Jason, Charles, e Kathy. Teresa, nel giugno 2000 si trasferì a casa di Julian e i due si sposarono poco tempo dopo. Nel dicembre 2001, il figlio maggiore di Julian, Jason Clifton Lewis, rimase ucciso in un incidente automobilistico; la famiglia ottenne 200 000 dollari dall'assicurazione. Julian si servì del denaro per acquistare una tenuta di cinque acri. Nell'agosto 2002 suo figlio minore Charles ottenne 250 000 dollari dall'assicurazione dell'esercito americano e designò Julian come primo beneficiario e Teresa come secondo beneficiario.

## La vicenda
Disabile mentale, Lewis è stata condannata alla pena capitale per omicidio di primo grado, in quanto mandante dell'uccisione del marito Julian Clifton Lewis e del figliastro Charles Lewis, compiuto materialmente da due complici la notte del 30 ottobre 2002 nella casa di Lewis nella Contea di Pittsylvania.
Il movente della Lewis sarebbe stato quello di ottenere il risarcimento dell'assicurazione stipulata sulla vita del marito.
I due esecutori materiali, Matthew Jessee Shallenberger, allora ventunenne e il suo amico Rodney Lamont Fuller, allora diciannovenne, sono stati invece condannati all'ergastolo. Shallenberger si è successivamente suicidato in carcere, dopo il primo processo nel 2006 e l'aver affermato d'aver lui e il suo complice plagiato la donna per compiere l'omicidio.
Il quoziente intellettivo della Lewis è risultato essere inferiore ai 70 punti, poco sopra il limite di legge stabilito per la non procedibilità con pena di morte.

## L'esecuzione della condanna

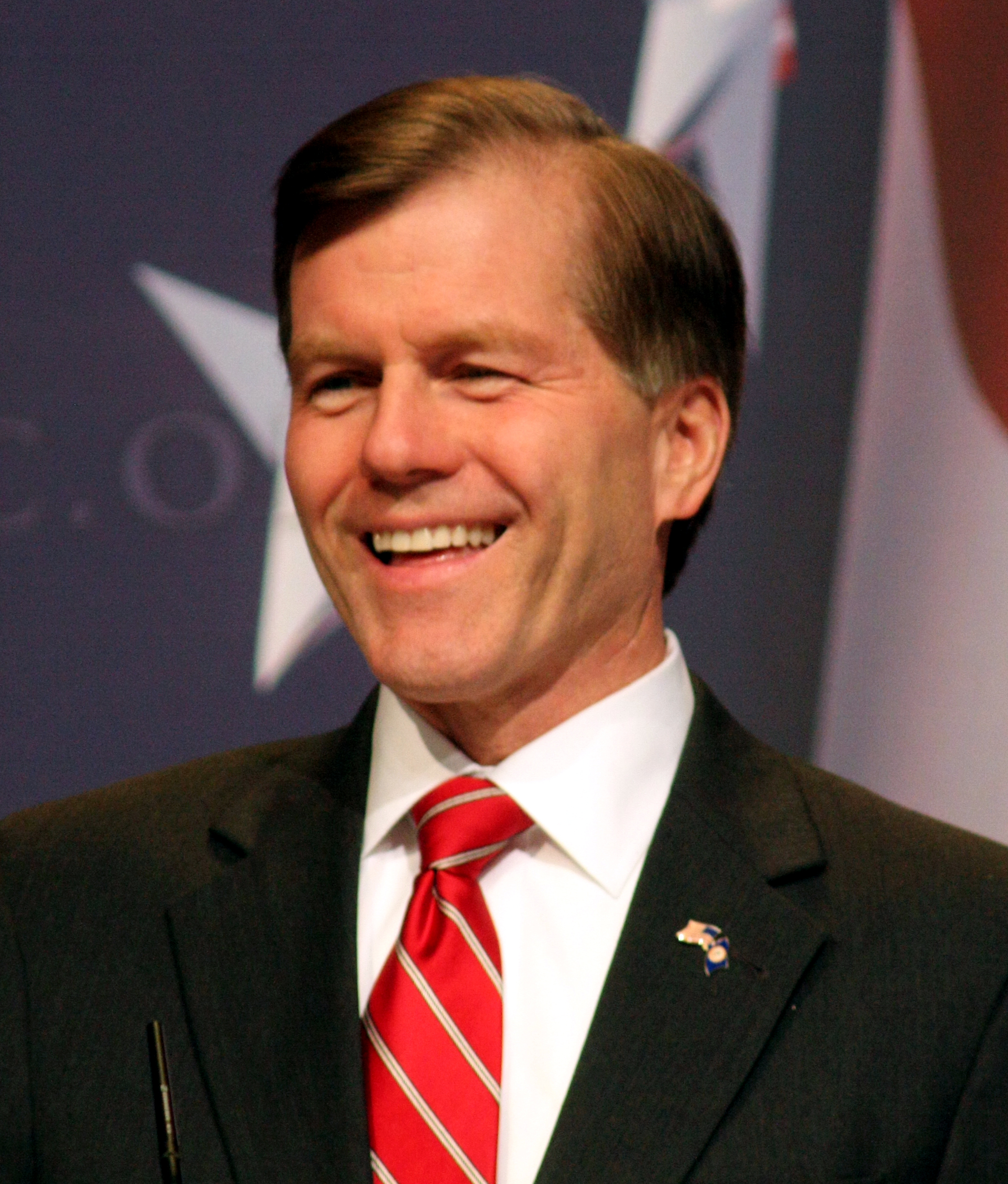
Il governatore Bob McDonnell ha respinto la domanda di grazia.

Alla Lewis fu garantito l'ultimo pasto che consisteva in due petti di pollo fritti, piselli con burro, un Dr Pepper e torta Sacher per dessert. La Lewis si appellò alla sua figliastra Kathy Lewis Clifton, che fu testimone della sua esecuzione, per scusarsi per l'assassinio del padre.
(Ultime parole di Teresa Lewis)
Il 23 settembre 2010 alle 21:00 presso il Greensville Correctional Center di Jarratt in Virginia la Lewis è stata la prima donna ad essere giustiziata in Virginia dal 1912. È stato anche il primo soggetto a cui è stato applicato il metodo dell'iniezione letale: per i precedenti condannati era sempre stata utilizzata la sedia elettrica.

Il 17 settembre 2010 il governatore della Virginia Bob McDonnell ha deciso di non concedere la grazia, affermando che: 
È stato anche inoltrato un appello alla Corte Suprema degli Stati Uniti per ottenere l'annullamento della pena, ma esso è stato respinto il 21 settembre 2010.

## Dibattito internazionale
La condanna a morte di Lewis ha provocato dibattiti in tutto il mondo riguardo sia il particolare caso specifico, sia la pena di morte in generale. È stato inoltre preso come parallelo il caso dell'iraniana Sakineh Mohammadi Ashtiani, condannata alla lapidazione per motivo analogo. Il presidente dell'Iran, Mahmud Ahmadinejad, ha accusato gli USA di ipocrisia, per il fatto di protestare per l'esecuzione di una donna sana di mente, e mettere a morte una ritardata mentale.
La disabilità mentale di Lewis è stato altro motivo di discussione, poiché diversamente dalla prassi non è stata valutata come attenuante.
Amnesty International, già contraria alla pena di morte, ha manifestato la più decisa opposizione.